# Nicolas-Gabriel Ansiaux
Nicolas-Gabriel Ansiaux, né le 6 juin 1780 à Ciney et mort le 26 décembre 1834 à Liège, est un médecin, chirurgien et professeur belge. Il est recteur de l'université de Liège de 1821 à 1822 et 1830 à 1831.

## Biographie

### Jeunesse et études
Nicolas Gabriel Antoine Joseph Ansiaux nait le 6 juin 1780 à Ciney,. Il est le fils de Nicolas Antoine Joseph Ansiaux, médecin reconnu, qui soignera personnellement César-Constantin-François de Hoensbroeck, le prince-évêque de Liège, à partir de 1784,. Il commence ses études au Collège, institut liégeois fondé après le départ des jésuites par le prince-évêque François-Charles de Velbrück.
À l'approche des troupes françaises lors de la révolution liégeoise, le prince-évêque fuit Liège et les Ansiaux l'accompagne. Ils ne reviennent qu'en 1795. Nicolas-Gabriel commence alors des études d'anatomie et de chirurgie. Il suit notamment des cours auprès de son père et d'un médecin français. À l'hôpital de Bavière, il découvre la chirurgie et l'obstétrique auprès de Pierre-Michel Ramoux.
À 18 ans, il prend le titre de chirurgien, le titre n'étant pas protégé. Néanmoins, il part étudier à l'école de médecine de Paris jusqu'en 1801. De retour à Liège, il doit y retourner car en 1803, la loi du 19 ventôse an XI, instaure les grades académiques. En 1804, Nicolas-Gabriel est ainsi diplômé docteur en médecine, avec une thèse intitulée Dissertation sur l'opération césarienne et la section de la symphyse des pubis (elle sera réédité en 1811),.

### Enseignement
De retour à Liège, Nicolas-Gabriel Ansiaux souhaite redorer le blason de la chirurgie, discipline laissée aux barbiers durant des siècles et peu scientifique. À Liège, peu de vrais chirurgiens opèrent, aucun institut n'enseignant la pratique du métier et la révolution liégeoise ayant entrainé une émigration des quelques chirurgiens étrangers. Le rattachement à la France amène à une certaine anarchie, avec des chirurgiens peu formés et dépourvus d'instruction scientifique.
Nicolas-Gabriel Ansiaux, avec son ami et condisciple Jean-Nicolas Comhaire souhaitent fonder une école de chirurgie. En 1806, ils obtiennent un local de la ville et donnent des cours, gratuits, d'anatomie et de physiologie. La même année, Nicolas-Gabriel est nommé chirurgien en chef de l'hôpital de Bavière. Il y modernise les infrastructures et instaure un cours de clinique chirurgicale.
En 1817, Guillaume Ier, roi des Pays-Bas, fonde l'université de Liège. Le choix de la ville n'est pas étranger à la présence de l'école de chirurgie, qui a permis de former de nombreux élèves, admis sous certificats, à l'examen de docteur à Paris. Cette dernière est alors absorbée par l'université et Nicolas-Gabriel Ansiaux est nommé professeur ordinaire et y enseigne la pathologie, la clinique chirurgicale et la médecine légale. Cette dernière discipline, abandonnée, devient son nouveau centre d'intérêts.En 1821, il devient le cinquième recteur de l'université. Il est de nouveau recteur entre 1830 et 1831.

### Décès

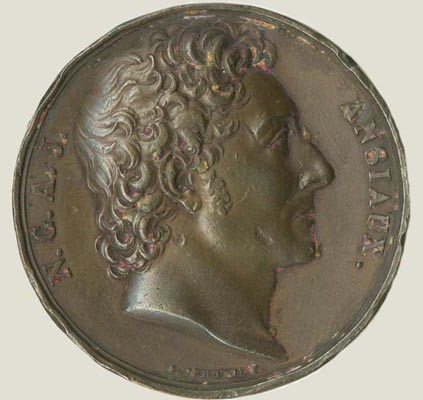
Pièce commémorative, gravée par Louis Jehotte.

Malade du foie, il meurt à Liège le 26 décembre 1834 à l'âge de 54 ans. Une médaille, gravée par Louis Jehotte, est frappée en son honneur.

## Vie privée
En 1801, Nicolas-Gabriel Ansiaux épouse Catherien Joséphine Lafontaine (1785-1825). Ils ont deux fils, Nicolas Joseph Victor, qui devient médecin et le remplace à l'université, et Émile Louis Ansiaux, avocat, échevin et bourgmestre de la ville de Liège.

## Recherches et publications
Nicolas-Gabriel Ansiaux, en 1816, est chargé par le roi Guillaume Ier, avec Toussaint-Dieudonné Sauveur et Charles Delvaux de Fenffe, de créer la pharmacopée belge,,.
Lors de sa carrière académique à l'université de Liège, il s'intéresse vivement à la médecine légale et en 1821, publie avec son collègue Pierre-Joseph Destriveaux (nl), un article intitulé Question de médecine légale ; précis des mémoires du docteur Pfeffer, écrits pour la défense de deux individus accusés d’avoir commis un homicide volontaire par étranglement et suspension, suivi d’un plan de cours de médecine légale. Lors de son discours de fin de rectorat, en 1822, son discours s'intitule Oratio de medicinœ forensis historia ejusque dignitate (Discours sur l'histoire de la médecine légale et son importance), ce qui montre son attachement à la discipline.
Dès 1816, il écrit un ouvrage, Clinique chirurgicale, qui se traduit en allemand en 1829 lors d'une seconde réédition. Cette nouvelle édition contient diverses publications, écrites auparavant comme Mémoire sur le traitement de la blennorrhagie ou Réflexions et observations sur la tumeur lacrymale.
Avec ses recherches, Nicolas-Gabriel Ansiaux reste reconnu pour ses nombreuses recherches, à la fin en Belgique et à l'étranger. Il est membre de diverses sociétés savantes (société de minéralogie d’Iéna, société linnéenne de Paris, sociétés de médecine de Toulouse et d’Amsterdam). Il est notamment secrétaire de la société des sciences physiques et médicales de Liége ou écrit pour la société libre d'émulation.

## Distinctions
- 1819 : docteur honoris causa de l'université de Wurtzbourg[2].